# Cieśnina Smoka
Cieśnina Smoka (dawniej: Cieśnina Smoków; ang. Dragons Mouth a. Dragons Mouths; hiszp. Boca de Drago, Boca de Dragón, Bocas del Dragón) – cieśnina łącząca Morze Karaibskie z zatoką Paria, leży między przylądkiem Punta Peñas na półwyspie Paria w Wenezueli a wyspą Trynidad w państwie Trynidad i Tobago.